# دبليو سي فيلدز
دبليو سي فيلدز (بالإنجليزية: W. C. Fields)‏ مواليد 29 يناير 1880 في بنسيلفانيا، الولايات المتحدة - الوفاة 25 ديسمبر 1946 في باسادينا، الولايات المتحدة، هو ممثل وكوميدي أمريكي بدأ مسيرته الفنية سنة 1898. من أعماله ديفيد كوبرفيلد. امتدت مسيرته الفنية لأكثر من 48 عاما.

## روابط خارجية
- دبليو سي فيلدز على موقع IMDb (الإنجليزية)
- دبليو سي فيلدز على موقع الموسوعة البريطانية (الإنجليزية)
- دبليو سي فيلدز على موقع روتن توميتوز (الإنجليزية)
- دبليو سي فيلدز على موقع ألو سيني (الفرنسية)
- دبليو سي فيلدز على موقع ميوزك برينز (الإنجليزية)
- دبليو سي فيلدز على موقع أول موفي (الإنجليزية)
- دبليو سي فيلدز على موقع قاعدة بيانات برودواي على الإنترنت (الإنجليزية)
- دبليو سي فيلدز على موقع قاعدة بيانات الأفلام السويدية (السويدية)
- دبليو سي فيلدز على موقع إن إن دي بي (الإنجليزية)
- دبليو سي فيلدز على موقع ديسكوغز (الإنجليزية)